# Charles Rousseau (homme politique)
 (novembre 2022).
Si vous disposez d'ouvrages ou d'articles de référence ou si vous connaissez des sites web de qualité traitant du thème abordé ici, merci de compléter l'article en donnant les références utiles à sa vérifiabilité et en les liant à la section « Notes et références ».
Pour les articles homonymes, voir Charles Rousseau et Rousseau.
Charle Rousseau, né le 18 janvier 1884 aux Sables-d'Olonne (Vendée) et décédé le 10 avril 1965 aux Sables-d'Olonne, est un industriel et homme politique français, député de la Vendée de 1945 à 1958.

## Biographie

### Débuts en politique
Fils d’un armateur de La Chaume, Charles Rousseau, dès le début du siècle, suit les traces familiales en se lançant d'abord dans le secteur des approvisionnements maritimes, puis dans celui de l'accastillage - il dirige une corderie relativement importante - qui profitent tous les deux de l'essor de la pêche et donc de celui du port des Sables-d'Olonne à cette époque.
Ses débuts politiques le situent plutôt dans la droite conservatrice, militant actif de l'Action française, il tente une première en entrée en politique en mai 1929 aux élections municipales de sa ville natale. Candidat « indépendant », qualificatif qu’il reprendra souvent au cours de sa carrière, il ne parvient pas à se faire élire mais une élection partielle en septembre 1933 — il a alors 49 ans — lui permet toutefois d'entrer au conseil. Il conserve une nouvelle fois son mandat lors du scrutin général de mai 1935.
Cette même année, revirement dont il sera ensuite souvent coutumier, il rompt avec l’Action française et adopte des positions plus personnelles. Rousseau reste conseiller municipal jusqu'en 1942, date à laquelle est installée, par le gouvernement de Vichy, la ville étant en zone occupée, une délégation spéciale qui attribue à Albert Sapin la direction de la commune.

### Député puis maire
À la Libération, s’il retrouve ses fonctions de conseiller municipal des Sables-d'Olonne, le mandat de maire est confié à la première et seule femme qui assurera cette fonction dans la commune, Odette Roux, institutrice présentée par le Parti communiste. 
En octobre 1945, Rousseau, pour sa première incursion dans la politique nationale, se présente aux élections qui désignent les députés de l'assemblée nationale constituante. Il est alors placé sur une liste d’inspiration nettement conservatrice, « l'Union républicaine et d'action agricole, maritime et sociale » d’Armand de Baudry d'Asson, fils et petit-fils de notables conservateurs sinon royalistes très influents dans le département de la Vendée depuis le siècle dernier auxquels il va habilement s’attacher au début de sa carrière.
À l’assemblée, le député Rousseau vote contre les deux projets de constitution d’avril et septembre 1946 ayant été réélu en juin 1946 encore une fois sur la liste du Parti républicain de la liberté, toujours menée par Baudry d'Asson. 
Le PRL, comme va le montrer certains parcours politiques, notamment celui du maire des Sables-d'Olonne, va constituer une sorte de “sas” pour les leaders des partis d’avant-guerre, qui, par ce biais, se rallieront peu à peu aux gaullistes. Pour sa part, Rousseau de plus en plus proche du RPF, en rejoint rapidement l'intergroupe. Il tente alors de créer, sous son autorité, un groupe du Rassemblement en Vendée mais, très vite, entre en conflit avec des membres, certes plus modérés que lui mais surtout plus anciens dans le mouvement. Cette opposition, dont la légitimité est plus solide que la sienne, va, dans une certaine mesure, l'empêcher de s'ancrer dans cette position partisane et pèsera lourd dans l'évolution de son destin politique national.
En octobre 1947, lors des élections municipales, Rousseau est réélu conseiller sur une liste d'union dite « Indépendante-RPF ». Celle-ci ayant obtenu la majorité absolue, il devient dès lors le premier maire gaulliste des Sables-d'Olonne, renversement majeur des électeurs de la cité sablaise qui ne renoueront plus jamais avec la Gauche jusqu’à aujourd’hui. 
L’action de Charles Rousseau à la tête de la municipalité va marquer la ville, sachant qu'il est durant plusieurs années président du comité de défense des intérêts du port des Sables et celui de la station balnéaire. Il aménage une ville qui sort affaiblie de l'occupation, ses infrastructures ayant été sabotées, lors de leur départ, par les troupes allemandes. 
Le maire, le long de la plage, fait élargir le Remblai, construire la piscine et le casino, travaux qui appuient avec succès la transformation de la station balnéaire plutôt bourgeoise avant la guerre en lieu de villégiature sociale et populaire. Ainsi, de nombreux campings s'installent dans et autour des Sables d’Olonne, offrant des conditions de congés à bon marché à des milliers d'ouvriers, notamment parisiens. Cette période sera de fait celle d’une croissance démographique encore aujourd’hui inégalée car la population de la ville atteindra à la fin du mandat de Rousseau un point haut qu'elle n'a jamais retrouvé depuis.
Élu Conseiller général RPF en 1949 en pleine période de Guerre froide, Rousseau se présente cette fois-ci en « candidat d'union anti-communiste, de défense économique et fiscale du canton des Sables-d'Olonne ». Mais, après cette victoire, toujours soucieux de son indépendance, il s'éloigne progressivement du gaullisme. C'est sous l'étiquette de « l'Union des Indépendants, des paysans et des Républicains nationaux » (UIPRN) qu'il est réélu pour un nouveau mandat de député en juin 1951. N’ayant jamais réussi à construire des relations durables et surtout à son avantage avec les Gaullistes locaux, quittant définitivement le RPF en juillet 1952, Rousseau s’inscrit à l'assemblée au groupe d'« Action républicaine et sociale » (ARS). 
Abstentionniste lors du vote d'investiture du gouvernement Pinay le 6 mars 1952, il s’opposera en revanche à celle de Pierre Mendès France le 17 juin 1954.  Ses choix à l’assemblée sont marqués par une certaine irrégularité, notamment en politique étrangère. Il refuse le projet de la CED mais appuie la ratification des accords de Paris et l'admission de la RFA à l'OTAN en décembre 1954.
Lors des municipales de 1953, si Rousseau rejette l'alliance avec le RPF, il réussit toutefois à se faire réélire sans trop de difficulté. Cette stratégie d'opposition semble d'ailleurs lui sourire. Deux ans plus tard, en avril 1955, il se présente une nouvelle fois avec succès aux élections cantonales sous l’étiquette de conseiller général « Indépendant ARS ». Enfin, lors des législatives du 2 janvier 1956, alors qu'il a dans un premier temps été proche de l'UDCA de Pierre Poujade, l'augmentation de la taxe locale votée par son conseil municipal élève les poujadistes locaux contre lui, ce qui durcit les conditions de sa campagne, les attaques contre lui étant souvent violentes. Il parvient cependant à être élu député sous l'étiquette « Indépendant ARS ». 

### La fin avec le début du gaullisme
L'avènement du régime gaulliste que Rousseau soutient dans un premier temps, sonne le glas de la carrière de Charles Rousseau. Le 1er juin 1958, il vote l'investiture du général de Gaulle puis soutient la loi constitutionnelle mais toujours opposant d’esprit, avant même le référendum d'octobre 1962 qui provoquera de nombreux revirements parmi les ralliés de la IV° République, il abandonne peu après toute référence au gaullisme avec l’instauration du nouveau pouvoir.
Rousseau se présente aux législatives de 1958 dans la 3e circonscription de la Vendée, se définissant lui-même comme un « candidat indépendant et indépendant vrai » puisqu’il n’a pas même obtenu l’investiture du Parti des Indépendants et Paysans. Il s’oppose vainement alors, dans un nouveau mode de scrutin uninominal qui ne l’avantage pas, à son ancien colistier et chef de file, Baudry d'Asson qui remporte la circonscription. 
Dans sa propre ville, Rousseau est réélu de justesse en mars 1959 à la tête d'une liste dite de « rassemblement pour la prospérité de la cité », association hétéroclite et fragile d’Indépendants, d’UNR, de MRP et de poujadistes. Peu après, sa dernière tentative pour retrouver un siège national, au Sénat, en avril 1959, se solde par un nouvel échec. Présenté sous le label du candidat cette fois-ci « totalement indépendant », il se retrouve, avec une telle profession de foi, par définition fortement isolé et se voit classé dernier de tous candidats en lice dans le département.
Définitivement éloigné de la scène politique nationale, Rousseau voit alors se fragiliser son réduit sablais et se fissurer sa majorité municipale. Un conflit avec son propre conseil sur le budget de la ville le pousse en février 1960 à la démission. C'est un jeune avocat maritime de 40 ans son cadet, le bâtonnier Michel Laurent, qui le remplace alors à la tête de la cité. Il ne tente pas, l’année suivante, aux élections cantonales, de renouveler son mandat de conseiller général.
Marié une première fois à Marie Rozec en 1916, père de trois enfants, devenu veuf, Charles Rousseau avait convolé en 1954 avec Marguerite Mériau. Ses obsèques, en avril 1965, rassembleront de nombreux Sablais. En dépit de traits qui l'apparentent indéniablement à une classe politique de la IV° République, le maire des Sables-d'Olonne présente quelques atypismes fortement ancrés dans la culture locale qui expliquent sans doute l'image positive qu'il a laissé dans sa ville natale jusqu'à aujourd'hui.

## Mandats locaux
- Maire des Sables-d'Olonne (1947-1960)
- Conseiller général du canton des Sables-d'Olonne (1949-1961)